# 레오 1세 (동로마 제국)
레오 1세(Flavius Valerius Leo, 401년 - 474년 1월 18일)는 로마 제국의 황제로 마르키아누스 황제가 서거한 457년부터 474년 죽을 때까지 동로마 제국의 황제였다. 트라키아 출신으로 레오 왕조를 열었다.

## 생애
레오는 정통파 그리스도 교인이었고 당시 막후의 실력자인 아스파르 집안의 집사였는데 457년 마르키아누스 황제가 후계자 없이 죽자 아스파르에 의해 황제로 추대되었다. 457년 2월 7일 그는 콘스탄티노폴리스 대주교인 아나톨리우스에게서 공식적으로 제관을 받았는데 이것은 로마 제국에서 처음있는 일로 이후로 황제는 대주교가 집전하는 대관식을 거행해야 했다.
아스파르는 그를 꼭두각시 황제로 내세워 자신의 권력을 누리려 하였으나 레오는 곧 그와 투쟁하였다. 레오는 아스파르의 권력의 배경인 게르만족 군부를 대신하여 이사우리아 출신의 제논을 등용하고 아스파르를 견제했다. 457년 즉위 후 레오는 서방 황제로 마요리아누스를 승인했다. 461년 마요리아누스가 리키메르에 의해 죽고 리비우스 세베루스가 서방 황제로 추대되자 이를 승인하기를 거부하고 이후 선대 황제 마르키아누스의 사위인 안테미우스를 서로마 황제로 임명했다.
468년 레오는 서로마 황제 안테미우스와 연합해 공동의 적인 북아프리카의 반달왕국의 가이세리크를 공격했다. 레오는 당시 엄청난 규모의 군대를 처남인 바실리스쿠스에게 주어 원정을 떠나게 했다. 당시 북아프라카 원정군의 규모는 다음과 같다.
- 총비용: 3만 리브라(48,750kg 상당)의 황금
- 함대: 1,113척
- 병력: 약 10만 명

원정 초반은 순조롭게 진행되어 사르데냐에서 반달족을 몰아내었고 헤라클리우스라는 장군은 카르타고 남동쪽을 공략했다. 그러나 바실리스쿠스가 이끄는 본진은 북아프리카에서 상륙한 이후 곧바로 진군하지 않고 머뭇거렸고 그 사이 가이세리크는 항복할 테니 닷새간의 시간을 달라고 요청했다. 바실리스쿠스는 그 계략에 넘어갔고 닷새후 나타난 가이세리크는 때마침 바뀐 바람의 힘을 빌어 로마군의 함대를 모조리 불살라버렸다. 바실리스쿠스는 겨우 도망쳐 콘스탄티노폴리스로 도망쳤고 황제는 진노하여 그를 죽이려했으나 황후의 간청으로 목숨을 살려주었다. 레오와 가이세리크는 강화를 맺었고 이때 동로마 제국이 입은 피해는 거의 30년 동안 동로마 제국을 괴롭혔다.
471년 레오는 아스파르를 궁정에서 죽이는 데 성공하고 자신의 황권을 강화했다. 그는 죽기 전에 외손자 레오를 472년 카이사르로 임명하였고 473년 11월 17일 레오 2세를 카이사르에서 아우구스투스로 승격하며 후계자로 임명하였다. 레오 1세는 474년 1월 18일 죽었다.

## 같이 보기
| 전임 마르키아누스 (재위 450 - 457) | 로마 제국의 황제 457년 - 474년 | 후임 레오 2세 (재위 474 - 474) |